# Platyspathius lenticularis
Platyspathius lenticularis är en stekelart som först beskrevs av Granger 1949.  Platyspathius lenticularis ingår i släktet Platyspathius och familjen bracksteklar. Inga underarter finns listade i Catalogue of Life.